# 케이트 고슬린
케이트 고슬린(Kate Gosselin, 1981년 9월 3일 ~ )은 미국의 방송 유명인, 작가, 전직 간호사이다. 리얼리티 프로그램 "존 앤 케이트 플러스 8"(Jon & Kate Plus 8)를 통해 이름을 알렸다.